# Daniel Sangouma
Daniel René Claude Sangouma (Saint-Denis, 7 febbraio 1965) è un ex velocista francese.
È stato medaglia d'oro con la staffetta 4x100 m ai Campionati europei di Spalato 1990, col nuovo record del mondo, stabilito assieme a Jean-Charles Trouabal, Bruno Marie-Rose e Max Morinière.
Con la stessa identica formazione di staffetta è stato ancora argento ai mondiali di Tokyo 1991 e bronzo ai Giochi olimpici di Seul 1988, ma con Gilles Quénéhervé al posto di Trouabal, mentre con quest'ultimò bissò l'oro europeo a Helsinki 1994. Sempre a Spalato nel 1990, ottenne anche un argento nella gara individuale dei 100 metri piani.

## Biografia
L'impresa della staffetta 4×100 metri transalpina agli europei di Saplato 1990, ebbe particolare risalto mediatico, perché il loro nuovo record del mondo di 37"79, andava a cancellare il 37"84 stabilito dal fantastico team statunitense (Carl Lewis e compagni) ai Giochi olimpici di Los Angeles 1984.
In carriera Sangouma ha conquistato 23 medaglie in manifestazioni internazionali di atletica leggera (9 ori, 7 argenti e 7 bronzi), di queste 13 a livello individuale (4 ori, 4 argenti e 5 bronzi) e 10 con la staffetta 4x100 m (5 ori, 3 argenti e 2 bronzi).

## Record nazionali
- 100 metri piani: 10"02 ( Villeneuve-d'Ascq, 29 giugno 1990)[3][4]

## Progressione

### 100 metri
| Stagione | Risultato | Luogo             | Data       | Rank. Mond. |
| -------- | --------- | ----------------- | ---------- | ----------- |
| 1994     | 10.51     | Villeneuve-d'Ascq | 08/07/1994 |             |
| 1993     | 10.40     | Stoccarda         | 14/08/1993 |             |
| 1991     | 10.18     | Tokyo             | 25/08/1991 | 25º         |
| 1990     | 10.02     | Villeneuve-d'Ascq | 29/06/1990 | 2º          |
| 1989     | 10.17     | Casablanca        | 14/07/1989 | 19º         |

### 200 metri
| Stagione | Risultato | Luogo             | Data       | Rank. Mond. |
| -------- | --------- | ----------------- | ---------- | ----------- |
| 1994     | 20.56     | Losanna           | 06/07/1994 |             |
| 1993     | 20.74     | Villeneuve-d'Ascq | 02/07/1993 |             |
| 1989     | 20.20     | Casablanca        | 18/07/1989 | 7º          |
| 1987     | 20.80     | Roma              | 01/09/1987 |             |

## Palmarès
| Anno | Manifestazione            | Sede     | Evento            | Risultato | Prestazione | Note            |
| ---- | ------------------------- | -------- | ----------------- | --------- | ----------- | --------------- |
| 1988 | Giochi olimpici           | Seul     | Staffetta 4×100 m | Bronzo    | 38"40       |                 |
| 1990 | Campionati europei        | Spalato  | Staffetta 4x100 m | Oro       | 37"79       | Record mondiale |
| 1990 | Campionati europei        | Spalato  | 100 m             | Argento   | 10"04       |                 |
| 1991 | Campionati mondiali       | Tokyo    | Staffetta 4x100 m | Argento   | 37"87       |                 |
| 1992 | Campionati europei indoor | Genova   | 200 m             | Argento   | 20"64       | [ 7 ]           |
| 1994 | Campionati europei indoor | Parigi   | 200 m             | Oro       | 20"68       | [ 7 ]           |
| 1994 | Campionati europei        | Helsinki | Staffetta 4x100 m | Oro       | 38"57       |                 |

## Altre competizioni internazionali
1989
- Bronzo in Coppa del mondo ( Barcellona), 100 metri - 10"17[8][9]
- Bronzo in Coppa del mondo ( Barcellona), Staffetta 4x100 metri - 38"47[8][10]
- Argento in Coppa Europa ( Gateshead), 100 metri - 10"39[11]
- Argento in Coppa Europa ( Gateshead), Staffetta 4x100 metri - 38"46[11]
- Oro in Giochi della Francofonia ( Casablanca), 100 metri - 10"17[12]
- Oro in Giochi della Francofonia ( Casablanca), 200 metri - 20"20[12]
- Oro in Giochi della Francofonia ( Casablanca), Staffetta 4x100 metri - 38"75[13]

1991
- Argento in Coppa Europa ( Francoforte), 100 metri - 10"20[11]
- Bronzo in Coppa Europa ( Francoforte), 200 metri - 20"83[11]
- Oro in Coppa Europa ( Francoforte), Staffetta 4x100 metri - 38"67[11]

1993
- Bronzo in Coppa Europa ( Roma), 100 metri - 10"42[11]
- Argento in Coppa Europa ( Roma), Staffetta 4x100 metri - 38"72[11]
- Bronzo ai Giochi del Mediterraneo ( Narbona), 100 metri - 10"25[14]
- Oro ai Giochi del Mediterraneo ( Narbona), 200 metri - 20"76[14]
- Oro ai Giochi del Mediterraneo ( Narbona), Staffetta 4x100 metri - 38"96[14]

1994
- Bronzo in Coppa Europa ( Birmingham), 200 metri - 21"04[11]

## Campionati nazionali
- 2 volte campione nazionale assoluto (1991 e 1992 sui 100 m)[15]
- 4 volte campione nazionale indoor (1992 sui 60 m, 1988, 1992 e 1994 sui 200 m)[16]